# Hitoshi Morishita (1967)
Hitoshi Morishita (森下 仁之 Morishita Hitoshi?, Hamamatsu, Shizuoka, 9 de diciembre de 1967 - 25 de junio de 2025) fue un futbolista y entrenador japonés que se desempeñaba como centrocampista.

## Clubes

### Como futbolista
| Club         | País  | Año         |
| ------------ | ----- | ----------- |
| Tosu Futures | Japón | 1987 - 1996 |

### Como entrenador
| Club                | País  | Año         |
| ------------------- | ----- | ----------- |
| Zweigen Kanazawa    | Japón | 2012 - 2016 |
| Giravanz Kitakyushu | Japón | 2018 -      |